# Albert de Bèrgam
|  | Per a altres significats, vegeu «Albert». |

Albert de Bergamo, també anomenat el Granger o Albert d'Ogna (Villa d'Ogna, prop de Bèrgam, ca. 1214 - Cremona, 7 de maig de 1279) va ésser un pagès conegut per la seva pietat i generositat envers els necessitats. Va ésser un laic del Tercer Orde de Sant Domènec. És venerat com a beat per l'Església Catòlica.

## Biografia
Va néixer en una família pagesa molt pietosa; ja de jove, imitava l'exemple del seu pare, que vivia de manera cristiana i practicava la pregària i la penitència, a més de la caritat envers els necessitats. Feia dejuni tres dies la setmana i donava el menjar corresponent a aquests dies als pobres. Treballant al camp, veia la mà de Déu en tots els éssers de la natura.
Va casar-se de jove; d'entrada, la seva esposa no s'oposava al seu estil de vida, generosa, caritativa i austera. Amb el temps, però, afectà la convivència de la parella, ja que la dona no acceptava que passés tant de temps pregant o fent caritat, malbaratant els ingressos de la casa. A les crítiques, Albert només deia que Déu li tornaria els dons fets als pobres. Alguns veïns també li retreien la seva actitud i altres li discutiren la possessió d'unes terres. Per evitar enfrontaments, Albert va marxar de casa seva i anà a Cremona. La seva esposa, passat un temps, va fer com el marit i va ésser una dona pietosa i caritativa; poc després, va morir, i Albert, sense fills, va deixar definitivament la granja i va marxar com a pelegrí a Jerusalem i Roma.

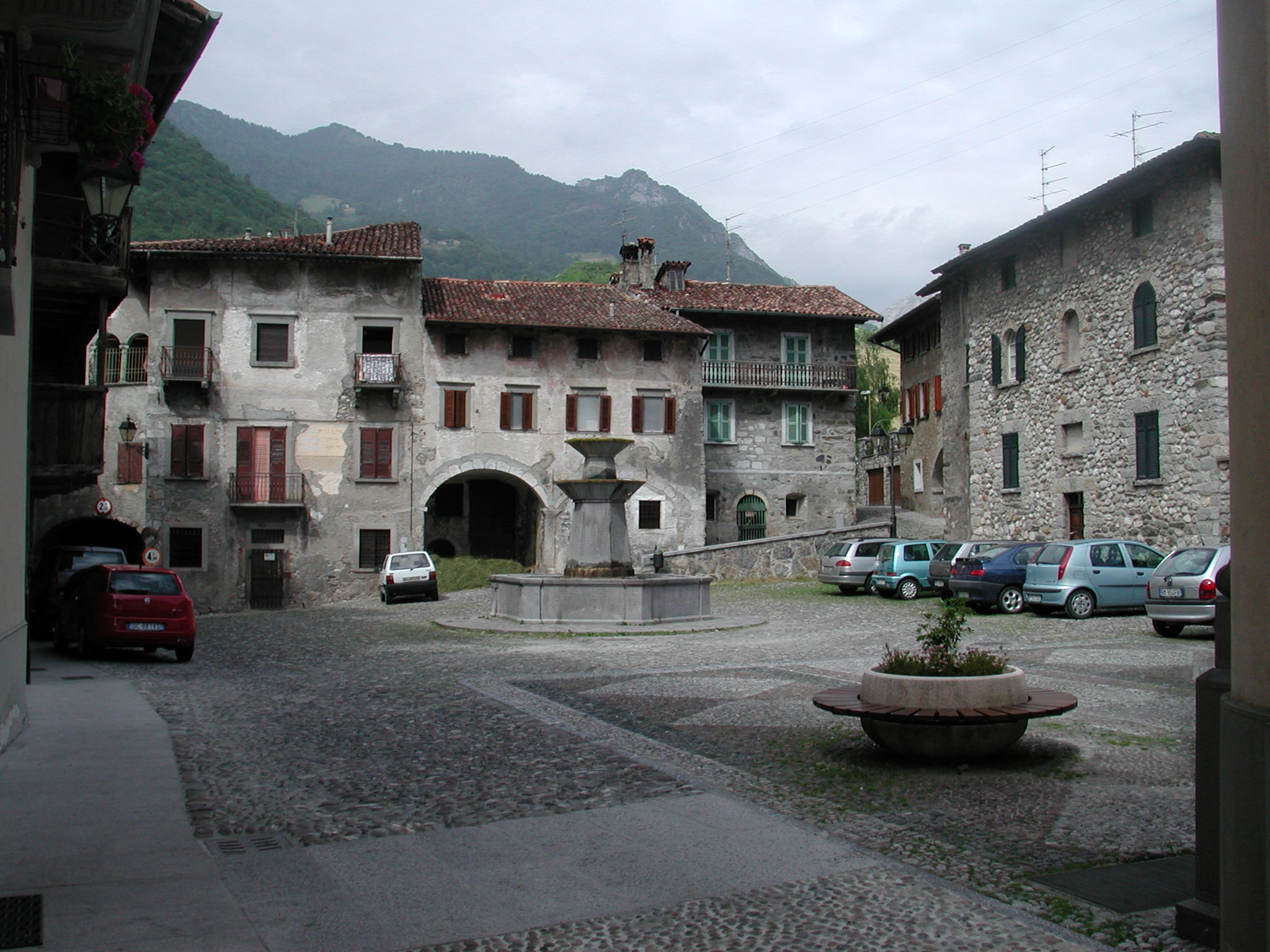
Plaça de Villa d'Ogna, on vivia Albert.

Per guanyar-se la vida a Cremona, treballava al camp. Va fer molts pelegrinatges: anà a Roma nou cops, vuit a Santiago de Compostel·la i un a Jerusalem. En ells, tenia cura dels altres pelegrins malalts i necessitats, per la qual cosa, decidí de fer un hospital.
En 1256 ingressà al Tercer Orde de Sant Domènec com a laic i continuà treballant pels necessitats. A Cremona, ajudava als dominics en el conreu de l'horta i les plantes medicinals.
Albert va morir el 7 de maig de 1279, en olor de santedat. Molta gent acudí a venerar-ne el cos, atret per la seva fama.

## Veneració
Des del moment de la seva mort va ésser venerat; es deia que les campanes, en morir, havien tocat soles, i que en voler sebollir-lo, la terra que es cavava fora del convent es petrificava, de manera que només fou possible enterrar-lo al cor de l'església de San Mattia, on hi havia una tomba buida. Aviat començaren a atribuir-se-li miracles i guaricions. El 9 de maig de 1748, Benet XIV confirmà el seu culte ab immemorabili, equivalent a una beatificació.